# Carol Burnettová
Carol Creighton Burnettová (* 26. dubna 1933 San Antonio) je americká herečka, komička, zpěvačka a spisovatelka. Její průkopnický komediální varietní pořad The Carol Burnett Show, který se původně vysílal na stanici CBS, byl jedním z prvních pořadů svého druhu, který uváděla žena. Vystupovala na divadelních prknech, v televizi a ve filmu v různých žánrech včetně dramatických a komediálních rolí. Získala řadu ocenění včetně šesti cen Primetime Emmy, ceny Tony, ceny Grammy a sedmi Zlatých glóbů. Burnettová získala v roce 2005 Prezidentskou medaili svobody, v roce 2013 Cenu Marka Twaina za americký humor a v roce 2015 Cenu herecké asociace Screen Actors Guild za celoživotní dílo.
Narodila se a vyrůstala v San Antoniu v Texasu. Pak se její rodina přestěhovala do Kalifornie, kde žila v oblasti Hollywoodu. Navštěvovala hollywoodskou střední školu a nakonec vystudovala divadelní vědu a muzikálovou komedii na Kalifornské univerzitě v Los Angeles. Později vystupovala v nočních klubech v New Yorku a v roce 1959 zaznamenala průlomový úspěch na Broadwayi ve hře Once Upon a Mattress, za kterou získala nominaci na cenu Tony. Brzy debutovala v televizi, následující tři roky se pravidelně objevovala v pořadu The Garry Moore Show a v roce 1962 získala svou první cenu Emmy. V roce 1963 Burnettová debutovala v televizním speciálu, když si zahrála roli Calamity Jane v představení Calamity Jane v rámci Dallas State Fair Musicals na stanici CBS. Burnettová se přestěhovala do Los Angeles a v letech 1967–1978 působila 11 let jako hvězda pořadu The Carol Burnett Show na televizní stanici CBS. The Carol Burnett Show měla vaudevillové kořeny a byla varietním pořadem, který kombinoval komediální skeče se zpěvem a tancem. Komediální skeče zahrnovaly filmové parodie a charakterové scénky. Burnettová vytvořila během vysílání pořadu mnoho nezapomenutelných postav a ona i pořad získali řadu cen Emmy a Zlatých glóbů.
Během svého varietního pořadu i po něm se Burnettová objevila v mnoha televizních a filmových projektech. Mezi její filmové role patří Pete 'n' Tillie (1972), The Front Page (1974), The Four Seasons (1981), Annie (1982), Noises Off (1992) a Horton Hears a Who! (2008). Její televizní kariéra je rozmanitá, účinkovala v dalších skečových pořadech, v dramatických rolích ve filmech 6 Rms Riv Vu (1974) a Friendly Fire (1979), v různých dobře hodnocených hostujících rolích, například v sitcomu Jsem do tebe blázen (Mad About You), za kterou získala cenu Emmy, a ve speciálech s Julií Andrewsovou, Dolly Parton, Beverly Sills a dalšími. Na broadwayské jeviště se vrátila v roce 1995 ve hře Moon Over Buffalo, za kterou byla opět nominována na cenu Tony. V roce 2022 se objevila v seriálu Better Call Saul.
Burnettová napsala několik memoárů a téměř za všechny si vysloužila nominace na Grammy, včetně vítězství za film In Such Good Company: Jedenáct let smíchu, chaosu a zábavy na pískovišti. V roce 2019 po ní Zlaté glóby pojmenovaly cenu za kariérní úspěchy v televizi, Carol Burnett Award, a Burnettová tak získala své první ocenění.